# Ann-Christin Larzon
Ann-Christin Larzon, född 1943 i Göteborg, är målare och författare. 
Hon är medlem i Göteborgs konstnärsklubb.
Larzon var gift med konstnären Arne Larzon fram till hans död 2000. Sonen André Larzon är också konstnär.

### Fotnoter
1. ↑  Christina Wagner (7 december 2013). ”Med blick för konsten André Larzon har valts ut i hård konkurrens som medlem i Göteborgs konstnärsklubb”. Göteborgs-Posten. Arkiverad från originalet den 13 december 2013. https://web.archive.org/web/20131213090537/http://www.gp.se/nyheter/vastergotland/1.2202198-med-blick-for-konsten. Läst 30 oktober 2015.